# Arpa de la tumba de Any
El arpa de la tumba de Any es un instrumento que data del año 1550-1069 a. C., en época del Imperio Nuevo de Egipto.
Es una arpa con forma de cuchara, está construida en madera y tiene incrustaciones de fayenza y hueso, y mide 97 centímetros de largo, 12 de ancho y tiene un diámetro de 9.

## Hallazgo e historia
El arpa fue hallada en el interior de la Tumba de Any, (antiguo Escriba Real, escriba de ofrendas de Atón y además Administrador del Estado de Amenhotep II, séptimo faraón de la Dinastía XVIII de Egipto que reinó del 1427 a 1401 a. C), y que está situada en la antigua ciudad de Tebas.

## Conservación
El Arpa de la Tumba de Any se exhibe en el Museo Británico, en Londres.